# L2 Puppis

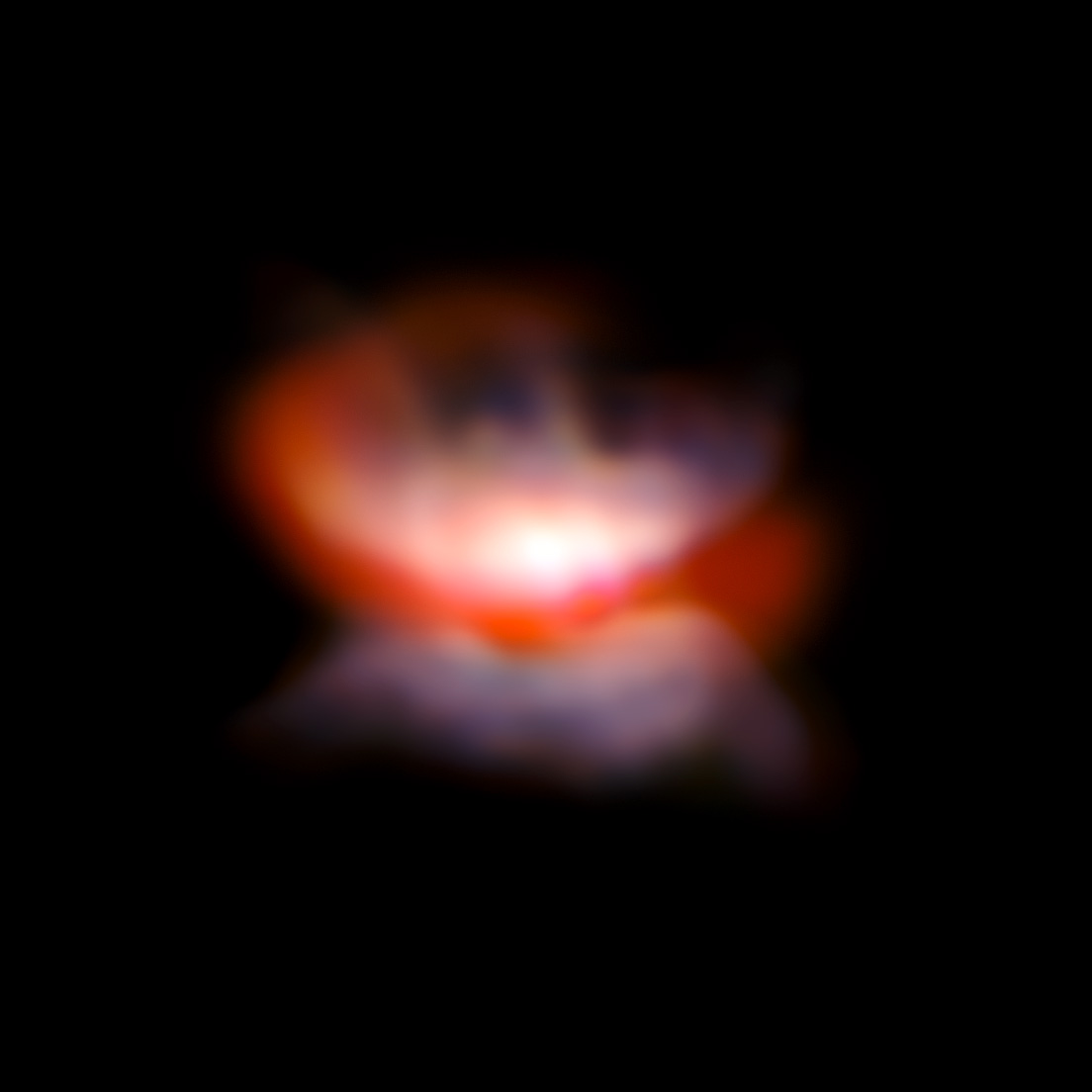
L2 Puppis observada a través del VLT.

L2 Puppis (L2 Pup / HD 56096 / HR 2748 / HIP 34922) es una estrella variable en la constelación de Puppis, la popa del mítico Argo Navis. Se encuentra a 198 años luz de distancia del sistema solar.
L2 Puppis es una gigante roja de tipo espectral M5III. Su temperatura superficial es más fría que la del Sol, 3400 K, y brilla con una luminosidad comprendida entre 1500 y 2400 veces la luminosidad solar. La mayor parte de la radiación que emite es radiación infrarroja y no luz visible.
Con una masa entre 1 y 3 masas solares, L2 Puppis posiblemente se encuentra en las primeras etapas de su muerte como estrella, con un núcleo inerte de carbono y oxígeno. Pierde masa por medio del viento estelar que sopla desde su superficie, aunque la baja velocidad de este —del orden de unos pocos km/s—, sugiere que la estrella se encuentra en sus primeras fases como variable Mira. El gas y el polvo en torno a la estrella producen un máser de monóxido de silicio.
L2 Puppis es una estrella pulsante y variable semirregular. Su brillo oscila entre magnitud aparente +2,6 —cuando rivaliza con las estrellas más brillantes de la constelación— y +6,2, con un largo período de 141 días.